# جورج روس (لاعب كرة قدم)
جورج روس (بالإنجليزية: George Ross)‏ (29 نوفمبر 1869 - 1 يناير 1928) هو لاعب كرة قدم بريطاني (وحمل سابقاً جنسية المملكة المتحدة لبريطانيا العظمى وأيرلندا) في مركز نصف الجناح. لعب مع نادي بوري.